# Bertie Blackman
Beatrice Blackman (Sydney, 1982) è una cantautrice, musicista e produttrice discografica australiana.

## Biografia
Figlia di Charles Blackman, Bertie ha goduto di maggiore notorietà nazionale nel 2009, anno di pubblicazione del suo terzo album Secrets and Lies: il disco ha raggiunto la 49ª posizione della ARIA Albums Chart ed è stato selezionato all'Australian Music Prize e ad un ARIA Music Award, regalando inoltre quattro candidature, tra cui una vittoria, alla cantante in occasione degli AIR Awards. È stato seguito tre anni più tardi da Pope Innocent X, che si è fermato al 54º posto della classica australiana.

## Discografia

### Album in studio
- 2004 – Headway
- 2006 – Black
- 2009 – Secrets and Lies
- 2012 – Pope Innocent X
- 2014 – The Dash

### Album di remix
- 2010 – B-Sides – Secrets and Lies Remixed

### EP
- 2002 – Blue Sky Pueblo
- 2009 – Town of Sky
- 2011 – The Remixes

### Singoli

#### Come artista principale
- 2003 – Criminal of Desire
- 2004 – Favourite Jeans
- 2005 – You Kill Me
- 2005 – Television
- 2006 – Hold Me Close
- 2007 – Fast Bitch
- 2009 – Heart
- 2009 – Thump
- 2009 – Byrds of Prey
- 2009 – Black Cats
- 2010 – Peek-a-Boo
- 2012 – Mercy Killer
- 2012 – Boy
- 2014 – Run for Your Life
- 2014 – Kingdom of Alone

#### Come artista ospite
- 2012 – Young & Dumb (Chance Waters feat. Bertie Blackman)
- 2014 – Karmageddon Undone (Abbe May feat. Bertie Blackman)
- 2015 – This Game (Odd Mob feat. Bertie Blackman)
- 2015 – Long Loud Hours (Urthboy feat. Bertie Blackman)